# 石川逸子
石川 逸子（いしかわ いつこ、1933年2月18日 - ）は昭和後期から平成時代の日本の詩人。

## 経歴
東京都生まれ。お茶の水女子大学史学科卒業。中学校教員を務めながら詩作を行い、1961年に詩集『狼・私たち』で第11回H氏賞を受賞。1986年、詩集『千鳥ケ淵へ行きましたか』で第11回地球賞を受賞。2011年、第15回女性文化賞受賞。
1982年から29年間にわたって、季刊ミニコミ誌「ヒロシマ・ナガサキを考える」全100号を発行した。原爆や従軍慰安婦問題をテーマとするなど、社会派の作風。
西田敏行、山田洋次、黒柳徹子らと共に「平和のための戦争展」（日本中国友好協会主催）の呼びかけ人を務めている。

## 著書

### 詩集
- 日に三度の誓い―石川逸子詩集 現代詩研究所 1956年
- 狼・私たち―詩集 飯塚書店 1960年
- 海もえる――石川逸子詩集 山梨シルクセンター出版部 1972年
- 子どもと戦争――石川逸子詩集 新日本文学会出版部 1976年
- ヒロシマ連祷―石川逸子詩集 土曜美術社 1982年8月
- 泳ぐ馬―詩集 花神社 1984年2月
- 石川逸子詩集 日本現代詩文庫 土曜美術社 1989年1月
- ヒロシマ・死者たちの声 径書房 1990年5月
- 詩集 ゆれる木槿花 花神社 1991年7月
- 詩集 砕かれた花たちへのレクイエム 花神社 1994年7月
- 千鳥ヶ淵へ行きましたか―石川逸子詩集（増補版）花神社 1995年7月
- 定本 千鳥ケ淵へ行きましたか―石川逸子詩集 影書房 2005年8月
- ロンゲラップの海―詩集 花神社 2011年9月
- 詩文集 哀悼と怒り―桜の国の悲しみ　御庄博実共著　西田書店 2012年6月
- たった一度の物語―アジア・太平洋戦争幻視片 詩集 花神社 2013年5月
- 新編 石川逸子詩集  新・日本現代詩文庫 土曜美術社出版販売　2014年8月

### 小説
- 道昭―三蔵法師から禅を直伝された僧の生涯 コールサック社 2016年

### その他
- 中学生の春夏秋冬 岩波ジュニア新書 1984年4月
- 教師たちの憂鬱 国土社 1987年5月
- 無名戦没者たちの声―千鳥ヶ淵と昭和 岩波ブックレット 1989年7月
- 「従軍慰安婦」にされた少女たち 岩波ジュニア新書 1993年6月
- てこな―女たち 西田書店 2003年3月
- ぼくは小さな灰になって…。―あなたは劣化ウランを知っていますか? 御庄博実共著　西田書店 2004年3月
- 〈日本の戦争〉と詩人たち　影書房 2004年7月
- われて砕けて―源実朝に寄せて 文芸書房 2005年4月
- 引き裂かれながら、私たちは書いた―在韓被爆者の手記 丸屋博共編 西田書店 2006年8月
- オサヒト覚え書き―亡霊が語る明治維新の影 一葉社 2008年8月